# Rukhmabai Raut
Rukhmabai Raut (Mumbai, 22 de novembro de 1864 - 25 de setembro de 1955) foi uma médica indiana e feminista. Foi a primeira médica a clinicar na Índia Britânica. Envolveu-se na luta contra o casamento infantil, prática comum até hoje no país, entre 1884 e 1888. Rukhmabai atraiu a atenção da mídia para o problema, discutindo questões legais e de tradição secular, reforma social e conservadorismo, além de emancipação feminina, tanto na Índia Britânica quanto na Inglaterra. Sua militância foi importante para a promulgação do Ato da Idade de Consentimento, em 1891.

## Biografia

### Primeiros anos
Rukhmabai nasceu em Mumbai, antiga Bombaim, em 1864, filha de Janardhan Pandurang e Jayantibai, de etnia marata. Seu pai faleceu quanto Rukhmabai tinha 2 anos e sua mãe apenas 17. Seis anos após a morte do marido e o período do luto, Jayantibai se casou com um viúvo, o médico Sakharam Arjun, um proeminente médico e ativista social de Mumbai. Casamento entre viúvos era uma prática permitida entre os membros da casta dos suthar, casta de carpinteiros, da qual o casal fazia parte.
Dois anos e meio depois, com apenas 11 anos, Rukhmabai casou-se com Dadaji Bhikaji, de 19 anos, primo de seu padrasto. Dadaji mudou-se para a casa da família da esposa, segundo as normais contemporâneas na época, e seria sustentado por ela. Esperava-se que ele estudasse e se tornasse um "bom homem". Seis meses depois do casamento, Rukhmabai chegou na puberdade, período em que eles poderiam consumar o casamento. Mas Sakharam Arjun, sendo um reformista, não permitiu que Rukhmabai passasse pelo ritual.
Dadaji, agora com 20 anos, por sua vez, não ficou satisfeito com a proibição do sogro, também se ressentindo das tentativas da família de torná-lo um "bom homem". Avesso à educação formal, ele não tinha terminado a educação básica em uma idade em que já deveria estar na faculdade. Nesta época, Dadaji perdeu a mão e contra o conselho de Arjun, foi morar com sua tia por parte de mãe, onde ele não precisava estudar nem se preocupar com cobranças da família. Ele acabou acumulando várias dívidas, que esperava sanar com a propriedade que ganhou como dote pelo casamento com Rukhmabai.
Por sua vez, Rukhmabai aproveitou esses anos para estudar em casa usando livros da biblioteca da Missão Igreja Livre. Pela associação de seu pai com reformadores sociais e religiosos, ela entrou em contato com figuras proeminentes, como Vishnu Shastri Pandit, militante pela emancipação feminina na Índia, que junto de mulheres e homens da Europa, propagavam ideias liberais. Com sua mãe, Rukhmabai frequentava semanalmente os encontros de Prarthana Samaj, movimento religioso e social de reformas, um dos primeiros baseados em Mumbai.

### O caso de Bhikaji
Em março de 1884, Dadaji Bhikaji, notificou judicialmente Sakharam Arjun, na tentativa de dissuadi-lo a permitir que Rukhmabai se juntasse a ele para que consumassem o casamento. Buscando auxílio legal, Arjun conseguiu reunir argumentos que sustentassem a recusa de Rukhmabai de se juntar ao marido.
No ano seguinte, o caso conhecido como "Bhikaji vs. Rukhmabai, 1885", baseado nos direitos de restituição conjugal foi ouvido em audiência e o julgamento parou nas mãos do juiz Robert Hill Pinhey. Pinhey alegou que os precedentes britânicos sobre a restituição não se aplicavam ao caso, como se fossem dois adultos. Não tendo encontrado precedentes na lei hindu, ele declarou que Rukhmabai casou-se ainda criança e que o marido não poderia obrigá-la.
Em 1886, o caso foi julgado novamente. Os conselheiros de Rukhmabai incluíam John Duncan Inverarity e o caso foi criticado por vários setores da sociedade, alguns alegando que a lei não respeita a santidade dos costumes hindus. Muitas críticas à decisão do juiz Pinhey vieram do Native Opinion, um periódico anglo-indiano, dirigido por Vishwanath Narayan Mandlik (1833–89), que apoiava a causa de Bhikaji. Outros artigos publicados no Times of India, assinados por uma misteriosa "Dama Hindu", pediam por reformas nas leis indianas. A tal dama era ninguém menos que a própria Rukhmabai.
Em 4 de março de 1887, o juiz Farran, interpretando as leis hindus e a tradição secular, ordenou que Rukhmabai fosse morar com seu marido ou enfrentaria seis meses de reclusão. Rukhmabai respondeu que preferia ficar presa do que obedecer ao veredito. O resultado levantou mais uma vez o debate na sociedade. Jornais discutiam que a posição de desafio de Rukhmabai era resultado da educação britânica e que assim o hinduísmo estava em perigo. Os defensores de Rukhmabai argumentavam que o problema não era o sistema legal e sim que a educação libertária que Rukhmabai recebeu a fez ser a melhor juíza de seus valores e escolhas.

### Dissolução do casamento
Depois de uma série de apelações e idas e vindas ao tribunal e da decisão do juiz de mandá-la para a casa do marido, Rukhmabai apelou diretamente à rainha Vitória, que foi contra a decisão da corte e dissolveu o casamento. Em julho de 1888, um acordo foi firmado com Bhikaji, que renunciou ao casamento depois do pagamento de duas mil rúpias. Ele se casou novamente em 1889.

### Influência no Ato da Idade de Consentimento
O caso de Rukhmabai gerou um grande debate nacional na época, tanto na Índia quanto na Inglaterra. Muitas revistas feministas britânicas discutiram a imoralidade do casamento infantil. Toda a publicidade e discussão geradas sobre o caso influenciou a promulgação do Ato da Idade de Consentimento, em 1891, que mudou a idade de consentimento por toda a Índia Britânica de 10 para 12 anos.

## Carreira
Para poder estudar, Rukhmabai recebeu vários apoios, como da médica Edith Pechey, uma das primeiras médicas do Reino Unido e sufragista, que levantou fundos para seus estudos. Sua causa ganhou força, por se mostrar firme diante de tradições seculares indianas. Ativistas como Eva McLaren e Walter McLaren também a apoiaram. Rukhmabai foi para a Inglaterra estudar medicina em 1889.
Em 1894, ela recebeu o título de doutora em medicina da London School of Medicine for Women. Rukhmabai fez residência no Royal Free Hospital, em Londres. Antes dela, Kadambini Ganguly e Anandi Gopal Joshi também se formaram em medicina, em 1886. Apenas Kadambini praticou medicina, fazendo de Rukhmabai a segunda mulher a receber diploma de medicina e a praticá-la. Rukhmabai retornou à Índia em 1895, onde trabalhou como médica chefe do Hospital de Mulheres em Surat, no estado do Gujarat. Em 1918, ela recusou uma proposta de emprego de trabalha no Serviço de Saúde Feminina do governo, optando por trabalhar no Hospital Estadual em Rajkot, onde se aposentou em 1929, de onde ela partiu para morar em Mumbai.

## Últimos anos
Após a morte de Bhikaji, em 1904, Rukhmabai optou por usar o sari branco, sinal de luto segundo as tradições hindus. Em 1929, após sua aposentadoria, ela passou a publicar um panfleto intitulado "Purdah - a necessidade de seu fim", argumentando que jovens viúvas ficavam proibidas de contribuírem ativamente na sociedade indiana devido à segregação feminina.

## Morte
Rukhmabai Raut faleceu em 25 de setembro de 1955, em Mumbai, aos 90 anos, de causas naturais
.